# ジョン・ヴォイト
”ジョン”ジョナサン・ヴィンセント・ヴォイト（Jonathan Vincent "Jon" Voight、1938年12月29日 - ）は、アメリカ合衆国の俳優。1969年に出演した『真夜中のカーボーイ』で知名度を上げ、1978年の『帰郷』でアカデミー主演男優賞を受賞、現在までベテラン俳優として活躍している。ほかにハリウッドでは少数派の共和党支持者としても著名である。
前妻は女優ラウリ・ピータース、後妻は女優ミシェリーヌ・ベルトラン、長女は女優アンジェリーナ・ジョリー、長男は俳優ジェームズ・ヘイヴンという役者一家であるほか、父エルマー・ヴォイトはプロゴルファー、兄のバリー・ヴォイトは地質学者、弟のジェームズ・ウェズレー・ヴォイトは歌手・作詞家としてそれぞれ知られている。

## 来歴
1938年12月29日、ニューヨーク州ヨンカーズ出身にプロゴルファーであるエルマー・ヴォイト（Elmer Voight）の次男として生まれる。ヴォイト家はスロバキア系アメリカ人の家系であり、祖父の代にスロバキアからアメリカへ移民している。また母バルバラ（Barbara）を通じてドイツ系アメリカ人とオランダ系アメリカ人の血も引いている。兄に火山学の研究者としてペンシルベニア州立大学教授を務めたバリー・ヴォイト（Barry Voight）、弟にチップ・テイラー（Chip Taylor）の芸名で活動する歌手・作詞家のジェームズ・ウェズレー・ヴォイトがいる。
ヴォイト家は宗教面ではキリスト教に属していたが、プロテスタントではなくローマ・カトリックであった。自身もカトリック系のアーチビショップ・ステピナツ・ハイスクールに入学し、さらに卒業後はワシントンD.C.に移住してアメリカ・カトリック大学に進学している。
大学では美学を専攻していたが、シェイクスピアの『夏の夜の夢』の舞台に出演した事を契機に役者を志すようになった。大学卒業後、ニューヨークに戻って演出や舞台美術を勉強し、また役者としてオフ・ブロードウェイやブロードウェイの舞台に立つ日々を送った。1962年、役者仲間であった女優ラウリ・ピータースと結婚するが、長くは続かず5年後に離婚している。
1967年に製作された『墓石と決闘』で29歳にして映画初出演を果たした。映画俳優としてのデビューは遅かったが舞台で培った確かな演技力から評価を受け、1969年に『真夜中のカーボーイ』で田舎から出てきたジゴロ志望の青年を演じて注目されている。1971年、女優ミシェリーヌ・ベルトランと再婚して長男ジェームズ・ヘイヴン・ヴォイト、長女アンジェリーナ・ジョリー・ヴォイトの一男一女を儲けているが、やはり数年後に離婚している。二人はそれぞれジェームズ・ヘイヴン、アンジェリーナ・ジョリーの名義で両親と同じ役者の道を選んでいる。
1978年、『帰郷』でアカデミー主演男優賞とカンヌ国際映画祭男優賞を受賞し、人気俳優の仲間入りを果たした。その後も1985年の『暴走機関車』でゴールデングローブ賞を受賞するなど演技派俳優として活躍している。
一方で役や作品を余り選ばない為か『アナコンダ』の様な映画に出演して評論家の不興を買い、ゴールデンラズベリー賞主演男優賞にノミネートされてしまった事もあり、助演男優賞でもしばしばノミネートの対象にされている。『アナコンダ』出演時にプロモーションとして来日経験があり、2008年10月に行われた東京国際映画祭において審査委員長に就任した際にも来日している。
ドラマ作品でも活躍し、2009年には大人気作品である『24 -TWENTY FOUR-』にジョナス・ホッジス役で出演している。
2013年、ドラマ『レイ・ドノヴァン ザ・フィクサー』で主人公の父ミッキー・ドノヴァン役を演じ、3度目のゴールデングローブ賞を受賞した。
2025年1月16日、ドナルド・トランプ大統領は、ジョン・ヴォイトがハリウッド特別大使という新たな役職に就き、メル・ギブソンやシルヴェスター・スタローンと共にその役割を分担すると発表した。

## 政治姿勢
かつてはベトナム戦争に反対するなどリベラル派だったものの、今では共和党を支持する映画関係者として行動し、反ユダヤ主義に強く反対している。
2014年にイスラエルによるパレスチナ自治区へのガザ侵攻に対してハビエル・バルデム、ペネロペ・クルス夫妻らが空爆による一般人への被害が出ている事を指して「虐殺」と非難する声明を出すと、即座にこれを批判している。ハリウッド・リポーターのコラムの中で「私は本当に腹立たしく感じています」「今回の様な行動は世界での反ユダヤ主義を煽りかねません。その事をペネロペやハビエルの様な人たちは理解していないのです」と猛烈に非難し、署名に参加した人々にも激怒している。
ヴォイドの「反ユダヤ主義を扇動しかねない」という批判にハビエルは「私達はイスラエル軍の攻撃を非難していますが、イスラエルの人々に対しては敬意を抱いています」「私達は悲惨で痛ましい戦争を心から憎むと同じように、反ユダヤ主義を嫌悪しています」と声明にイスラエルやユダヤ教徒を攻撃する意図はないと説明している。ペネロペも「私はもちろん中東問題の専門家ではありませんが、この地域の複雑さも理解しています」と釈明している。
長女アンジェリーナ・ジョリーとは親子でアカデミー賞を受賞する快挙を成し遂げているが、幼い頃に離婚している事などから親子関係は不仲である。しかし娘もまた複数回の離婚経験を持っている。政治的にも娘が難民受け入れを支持しているのに対し、不法移民対策を掲げるドナルド・トランプを「何と言っても彼は正直だよ」「偉大な大統領になる」と賞賛するなど、見解は正反対である。娘がブラッド・ピットと三度目の結婚をした際にも結婚式に招待されなかったが、そのピットと娘が離婚調停に入って虐待疑惑なども報道されると、娘と孫を心配するコメントをして親心を覗かせた。脚本家の三宅隆太は第1回ゆうばり国際ファンタスティック映画祭で審査委員長として来日滞在したヴォイトが当時高校生であった娘を連れて来たのと交流を持った体験を著書（『スクリプトドクターの脚本教室・中級編』）に著しており、ある程度の雪解け時期もあったこともうかがわせる。

## 出演作品

### 映画
| 公開年 | 邦題 原題                                                                          | 役名                        | 備考             | 吹替                                                                     |
| ------ | ---------------------------------------------------------------------------------- | --------------------------- | ---------------- | ------------------------------------------------------------------------ |
| 1967年 | 墓石と決闘 HOUR OF THE GUN                                                         | カーリー・ビル              |                  | 納谷六朗（NETテレビ版）                                                  |
| 1967年 | スーパー・ヒーロー／Mr.フランク FEARLESS FRANK                                     | Fearless Frank              |                  |                                                                          |
| 1968年 | 青春の渚 OUT OF IT                                                                 | Russ                        |                  |                                                                          |
| 1969年 | 真夜中のカーボーイ Midnight Cowboy                                                 | ジョー                      |                  | 橋本功（NETテレビ版） 玄田哲章（TBS版）                                  |
| 1970年 | キャッチ22 Catch-22                                                                | マインダーバインダー        |                  | 青野武（テレビ東京版）                                                   |
| 1972年 | 脱出 Deliverance                                                                   | エド・ジェントリー          |                  | 天田俊明（テレビ朝日版） 筈見純（VHS版）                                 |
| 1974年 | オデッサ・ファイル The ODESSA File                                                 | ペーター・ミラー            |                  | 天田俊明（テレビ朝日版）                                                 |
| 1974年 | コンラック先生 Conrack                                                             | パット・コンロイ            |                  | 天田俊明                                                                 |
| 1977年 | 殺意の行方 End of the Game                                                         |                             |                  |                                                                          |
| 1978年 | 帰郷 Coming Home                                                                   | ルーク                      |                  |                                                                          |
| 1979年 | チャンプ The Champ                                                                 | ビリー・フリン              |                  | 天田俊明（テレビ朝日版）                                                 |
| 1982年 | 大狂乱 Lookin' to Get Out                                                          | アレックス・コヴァック      |                  | 麦人（VHS版）                                                            |
| 1983年 | 5人のテーブル Table for Five                                                       | ジェームズ・P・タネン       |                  | 羽佐間道夫                                                               |
| 1985年 | 暴走機関車 Runaway Train                                                           | マニー                      |                  | 樋浦勉（TBS版） 麦人（テレビ朝日版）                                     |
| 1986年 | デザート・ブルーム/キノコ雲と少女 Desert Bloom                                     | ジャック                    |                  |                                                                          |
| 1989年 | エタニティ 永遠の愛 Eternity                                                       | エドワード/ジェームズ       |                  |                                                                          |
| 1995年 | ヒート Heat                                                                        | ネイト                      |                  | 中庸助（ソフト版） 小林勝彦（テレビ朝日版）                              |
| 1996年 | ミッション:インポッシブル Mission: Impossible                                      | ジム・フェルプス            |                  | 山野史人（ソフト版） 羽佐間道夫（フジテレビ版） 小林勝彦（テレビ朝日版） |
| 1997年 | アナコンダ Anaconda                                                                | サローン                    |                  | 渡部猛（ソフト版） 小川真司（テレビ朝日版）                              |
| 1997年 | クロスゲージ Most Wanted                                                           | ケイシー中佐                |                  | 堀勝之祐                                                                 |
| 1997年 | Uターン U Turn                                                                     | 盲目の男                    |                  | 佐々木梅治                                                               |
| 1997年 | ローズウッド Rosewood                                                              | ジョン                      |                  |                                                                          |
| 1997年 | レインメーカー The Rainmaker                                                       | ドラモンド                  |                  | 山野史人                                                                 |
| 1998年 | エネミー・オブ・アメリカ Enemy of the State                                        | レイノルズ                  |                  | 小林修（ソフト版） 堀勝之祐（テレビ朝日版）                              |
| 1998年 | フランダースの犬 A Dog of Flanders                                                 | ミシェル・ラ・グランデ      |                  | 原康義                                                                   |
| 1998年 | ジェネラル 天国は血の匂い THE GENERAL                                              | ケニー                      |                  | 辻親八                                                                   |
| 1999年 | バーシティ・ブルース Varsity Blues                                                 |                             |                  | 山野史人                                                                 |
| 2001年 | パール・ハーバー Pearl Harbor                                                      | ルーズベルト大統領          |                  | 平野稔（ソフト版） 有川博（テレビ朝日版）                                |
| 2001年 | トゥームレイダー Lara Croft: Tomb Raider                                           | クロフト卿                  |                  | 小川真司（ソフト版） 羽佐間道夫（フジテレビ版） 堀勝之祐（テレビ朝日版） |
| 2001年 | ズーランダー Zoolander                                                             | ラリー                      |                  | 後藤哲夫                                                                 |
| 2001年 | ALI アリ Ali                                                                       | ハワード・コーセル          |                  | 糸博                                                                     |
| 2001年 | UPRISING アップライジング UPRISING                                                 | ユルゲン・シュトロープ      | テレビ映画       |                                                                          |
| 2003年 | 穴/HOLES Holes                                                                     | ミスター・サー              |                  | 堀勝之祐                                                                 |
| 2004年 | ナショナル・トレジャー National Treasure                                           | パトリック                  |                  | 小林修                                                                   |
| 2004年 | クライシス・オブ・アメリカ The Manchurian Candidate                                | ジョーダン                  |                  | 佐々木敏                                                                 |
| 2004年 | SuperBabies: Baby Geniuses 2                                                       | ビル                        |                  | N/A                                                                      |
| 2004年 | The Karate Dog                                                                     | ハミトン                    |                  | N/A                                                                      |
| 2006年 | The Legend of Simon Conjurer                                                       |                             |                  | N/A                                                                      |
| 2006年 | グローリー・ロード Glory Road                                                      | アドルフ・ラップ            |                  | 佐々木梅治                                                               |
| 2007年 | トランスフォーマー Transformers                                                    | ジョン・ケラー国防長官      |                  | 平野稔                                                                   |
| 2007年 | ナショナル・トレジャー リンカーン暗殺者の日記 National Treasure: Book Of Secrets   | パトリック                  |                  | 小林修                                                                   |
| 2007年 | September Dawn                                                                     | Jacob Samuelson             |                  | N/A                                                                      |
| 2007年 | Bratz: The Movie                                                                   | Principal Dimly             |                  | N/A                                                                      |
| 2008年 | プライド&グローリー Pride and Glory                                                | フランシス・ティアニー・Sr  |                  | 小林修                                                                   |
| 2008年 | トロピック・サンダー/史上最低の作戦 Tropic Thunder                                 | ジョン・ヴォイト            | カメオ出演       |                                                                          |
| 2008年 | An American Carol                                                                  | Principal Skinner Sr.       |                  | N/A                                                                      |
| 2008年 | フォー・クリスマス Four Christmases                                                |                             |                  | 小林修                                                                   |
| 2013年 | ゲッタウェイ スーパースネーク Getaway                                              | ザ・ヴォイス                |                  | 樋浦勉                                                                   |
| 2015年 | ウッドローン Woodlawn                                                              | ポール・ブライアント        |                  | 河本邦弘                                                                 |
| 2016年 | ファンタスティック・ビーストと魔法使いの旅 Fantastic Beasts and Where to Find Them | ヘンリー・ショー・シニア    |                  | 堀勝之祐                                                                 |
| 2017年 | 奇跡の絆 Same Kind of Different as Me                                              | アール・ホール              |                  | 廣田行生                                                                 |
| 2018年 | Surviving the Wild                                                                 | Grandfather Gus             |                  | N/A                                                                      |
| 2018年 | Orphan Horse                                                                       | Ben Crowley                 |                  | N/A                                                                      |
| 2020年 | Roe v. Wade                                                                        | Warren E. Burger            |                  | N/A                                                                      |
| 2022年 | Dangerous Game: The Legacy Murders                                                 | Ellison Betts               |                  | N/A                                                                      |
| 2022年 | Desperate Souls, Dark City and the Legend of Midnight Cowboy                       | 本人役                      | ドキュメンタリー | N/A                                                                      |
| 2023年 | Mercy/マーシー Mercy                                                               | パトリック・クイン          |                  | 糸博                                                                     |
| 2024年 | ペインター THE PAINTER                                                             | バーン                      |                  | 森功至                                                                   |
| 2024年 | メガロポリス Megalopolis                                                           | ハミルトン・クラッサス・3世 |                  |                                                                          |
| 2024年 | シャドーランド Shadow Land                                                         | ロバート・ウィンライト      |                  | 石田圭祐                                                                 |
| 2024年 | レーガン Reagan                                                                    | ヴィクトル・ノヴィコフ      |                  |                                                                          |

### テレビ
| 放送年 | 邦題 原題                                           | 役名                 | 備考                                  | 吹替     |
| ------ | --------------------------------------------------- | -------------------- | ------------------------------------- | -------- |
| 1966年 | 爆撃命令「命ある限り」                              | カール・ホルトケ大尉 |                                       |          |
| 1992年 | レインボー・ウォリアー/爆破指令 The Rainbow Warrior | ペーター             |                                       |          |
| 1994年 | 傷だらけのカーボーイ CONVICT COWBOY                 |                      |                                       |          |
| 2002年 | ミラクル・タッチダウン SECOND STRING                |                      |                                       |          |
| 2008年 | 24 TWENTY FOUR リデンプション 24: REDEMPTION        | ジョナス・ホッジス   |                                       | 富田耕生 |
| 2013年 | レイ・ドノヴァン ザ・フィクサー Ray Donovan         | ミッキー・ドノヴァン | テレビシリーズ、シーズン5の放送が決定 | 樋浦勉   |